# Konstilana
Zakłady Przemysłu Wełnianego „Konstilana” (pierwotnie: Konstantynowskie Zakłady Przemysłu Wełnianego) – przedsiębiorstwo działające w latach 1950–1998 w Konstantynowie Łódzkim wytwarzające przędzę zgrzebną i tkaniny wełniane.

## Historia

### Okres PRL
Konstantynowskie Zakłady Przemysłu Wełnianego (KZPW) zostały utworzone z dniem 1 marca 1950 na mocy zarządzenia Ministra Przemysłu Lekkiego. Pierwszym dyrektorem był Julian Koc. KZPW podlegały Centralnemu Zarządowi Przemysłu Wełnianego i realizowały plany produkcyjne określone w Narodowych Planach Gospodarczych. Były przedsiębiorstwem wielowydziałowym (wydziały tkalni, przędzalni i wykończalni). W latach 60. i 70. unowocześniono park maszynowy i technologie produkcji, zainstalowano automatyczne krosna typu MAV i STP oraz przędzalnie obrączkowe, a także zmodernizowano wykończalnię. W 1972 r. zmieniono nazwę przedsiębiorstwa na: Zakłady Przemysłu Wełnianego „Konstilana”. Na lata 70. przypadł wzrost inwestycji, w związku z polityką gospodarczą rządu Edwarda Gierka. W 1975 r. powołano przedsiębiorstwo pod nazwą „ZPW w Budowie”, które w 1983 r. zostało scalone z ZPW „Konstilana”. Przedsiębiorstwo specjalizowało się wówczas w wyrobie tkanin płaszczowych i ubraniowych oraz pledów. Część produkcji przeznaczona była na eksport. Siedzibą firmy był budynek przy ul. Łaskiej 7. Ponadto wraz z rozwojem przedsiębiorstwa rosła liczba jego budynków produkcyjnych rozproszonych po całym mieście. W okresie PRL zatrudnionych było około 1500 pracowników.

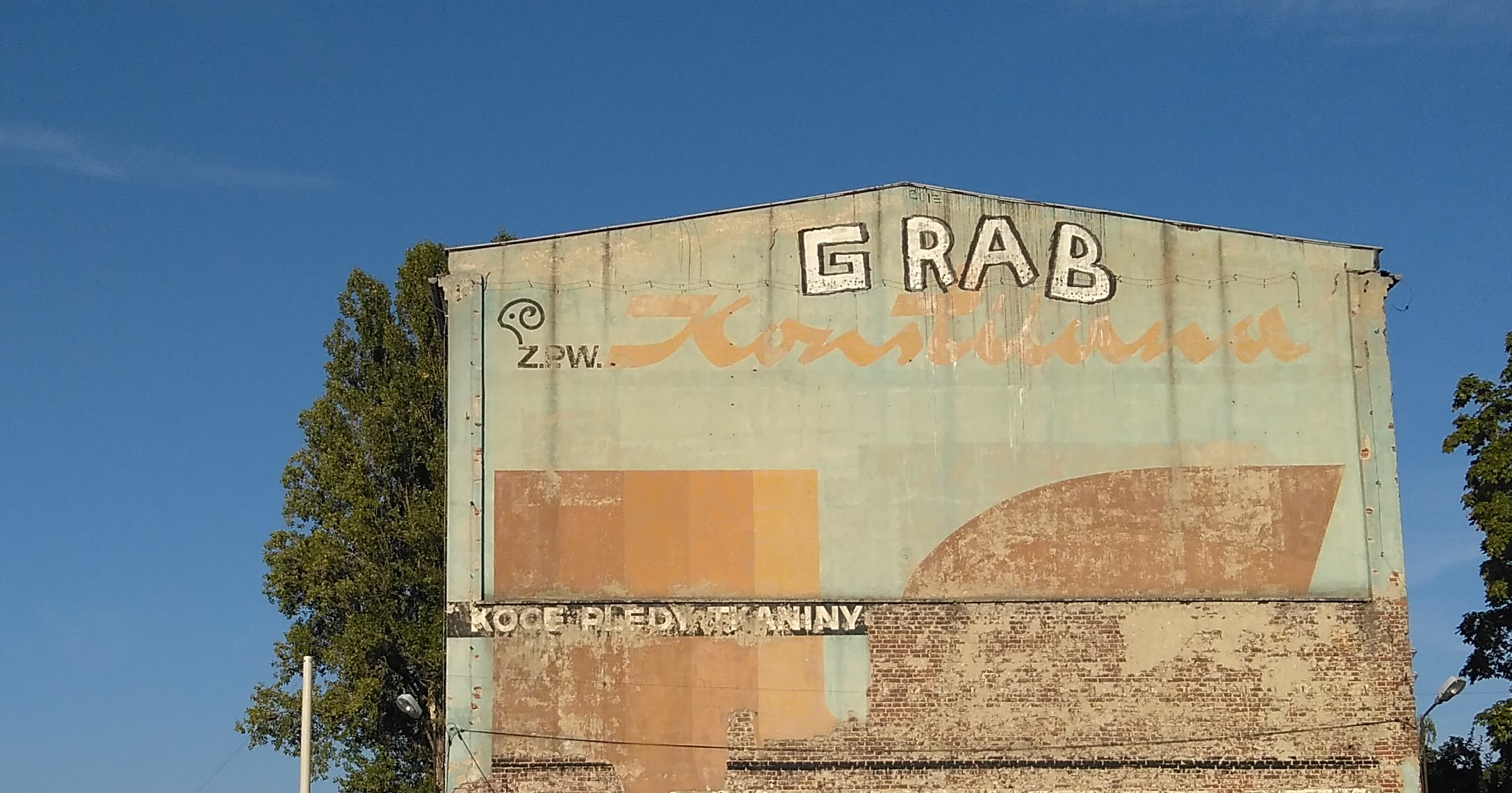
Zachowany mural na budynku dawnych ZPW „Konstilana” w Konstantynowie Łódzkim (ul. Łódzka 27)

### Okres III RP
Po 1989 r. w związku z urynkowieniem gospodarki i jednocześnie załamaniem się eksportu do ZSRR „Konstilana” popadła w problemy finansowe. W 1991 r. Minister Przemysłu i Handlu wydał zarządzenie o likwidacji zakładu, jednak władze miasta oraz samorząd pracowniczy podjęły próbę jego ocalenia. W 1993 r. obowiązki organu założycielskiego „Konstilany” przejął Wojewoda Łódzki, którego decyzją uchylone zostało zarządzenie ministerialne o likwidacji zakładu. Podjęto postępowanie naprawcze mające na celu doprowadzenie do ugody z wierzycielami firmy. W 1994 r. „Konstilana” została przekształcona w jednoosobową spółkę Skarbu Państwa, a w 1995 r.: w spółkę akcyjną. W tej formie firma („Konstilana” S. A.) funkcjonowała do 1998 r., kiedy została ogłoszona jej upadłość. W schyłkowym okresie działalności „Konstilany” zatrudnionych w niej było ok. 300 osób. W 2001 r. zakład został sprzedany w całości spółce „Italmarca”, a Sąd Rejonowy Łódź-Śródmieście wydał decyzję o zakończeniu procesu upadłościowego. Od 2012 r. komin „Konstilany” o wysokości 93 m n. p. t. jest wykorzystywany jako Telewizyjny Ośrodek Nadawczy (TON).

## Działalność pozaprzemysłowa
ZPW „Konstilana” była istotnym obszarem życia społeczno-politycznego i kulturalnego Konstantynowa Łódzkiego. W okresie PRL działał tam Komitet Zakładowy PZPR. Pracownicy „Konstilany” stanowili najliczniejszą grupę działaczy partyjnych w Konstantynowie Łódzkim (ok. 35–40%). W 1980 r. w Wydziale Przędzalni „Konstilany” powstała pierwsza w mieście grupa założycielska NSZZ „Solidarność”, a następnie odbyły się wybory do Komisji Wydziałowych i Komisji Zakładowych tej organizacji.
Przedsiębiorstwo poświęcało dużo uwagi rozwojowi zaplecza socjalnego i kulturalnego. W latach 50. powstała świetlica przyzakładowa, żłobek i ambulatorium przyzakładowe. Zakłady patronowały różnym inicjatywom kulturalnym i sportowym i wspierały organizacje młodzieżowe. Inwestycja „ZPW w Budowie” obejmowała m.in. budowę nowej szkoły, ośrodka rekreacyjno-sportowego, ośrodka wypoczynkowego i ośrodka kolonijnego, a także kotłowni na potrzeby ogrzewania mieszkań w mieście.